# The Shanghai Gesture
The Shanghai Gesture és una pel·lícula negra estatunidenca del 1941 dirigida per Josef von Sternberg i protagonitzada per Gene Tierney, Walter Huston, Victor Mature i Ona Munson. Es basa en una obra de Broadway del mateix nom de John Colton, que va ser adaptada per a la pantalla per Sternberg i produïda per Arnold Pressburger per a United Artists. Va ser l'última pel·lícula de Hollywood que Sternberg va completar: Howard Hughes el va acomiadar a mig camí de la producció de Macao el 1951, així com de Jet Pilot l'any anterior.
Boris Leven va rebre una nominació als Premis Oscar al Millor direcció d'art, mentre que Richard Hageman va ser nominat al Millor partitura musical original.

## Argument
Gigolo "Doctor" Omar (Victor Mature) suborna la policia de Xangai perquè no empresoni la corista estatunidenca Dixie Pomeroy (Phyllis Brooks); ell la convida a buscar feina al casino propietat de Dragon-lady "Mother" Gin Sling (Ona Munson), el seu cap.
Al casino, l'Omar crida l'atenció d'una jove bella i privilegiada (Gene Tierney), recent acabada d'una escola europea. Ella està fora buscant una mica d'emoció. Quan se li pregunta, dona el seu nom com "Poppy" Smith.
Mentrestant, Gin Sling s'informa que ha de traslladar el seu establiment al sector xinès, molt menys desitjable. Se li donen cinc o sis setmanes, fins a l'Any Nou Xinès, per complir. Gin Sling confia que pot frustrar aquesta amenaça per la seva subsistència i ordena als seus sequaços que esbrinin tot el que puguin sobre l'home que hi ha darrere, l'anglès Sir Guy Charteris (Walter Huston), un empresari ric que ha comprat un gran àrea de Xangai que conté la seva sala de jocs d'atzar. Dixie demostra ser una font d'informació inesperada; Charteris l'havia portat a sopar diverses vegades, abans d'abocar-la per evitar que conegués la seva filla acabada d'arribar, Poppy, el nom real de la qual és Victoria Charteris. A partir de la descripció de la Dixie, Gin Sling s'adona que Charteris és algú del seu passat.
Mentrestant, Poppy s'enamora de l'Omar i es torna addicte al joc i l'alcohol. Tot i que la dona mimada menysprea obertament el propietari del casino, Gin Sling permet que el seu crèdit cobreixi les seves pèrdues cada cop més grans.
Gin Sling convida Charteris i altres dignataris importants a un sopar d'Any Nou xinès. Charteris al principi declina, però després la curiositat el domina. Al sopar, ella exposa el seu passat vergonyós. Charteris, que aleshores es feia dir Victor Dawson, s'havia casat amb ella. Un dia la va abandonar, prenent-li l'herència, deixant-la desvalguda i sola. Pensant que el seu nadó havia mort i obligat a fer el que calgués per sobreviure, va vagar d'un lloc a un altre fins que va arribar a Xangai. Allà, Percival Howe va tenir fe en ella i la va recolzar econòmicament, permetent-li avançar fins a la seva posició actual.
Per acabar amb la seva venjança, ha fet venir a la Victoria. La Victòria fa gala obertament de la seva atracció per l'Omar i ridiculitza el seu pare. Quan Charteris treu la seva filla capriciosa, li diu a Van Elst en privat que vingui a la seva oficina l'endemà al matí per recollir un xec de 20.000 lliures per a Gin Sling i li digui "els fons que ella afirma que vaig agafar són, i sempre han estat en un compte. en el seu nom" en un banc del nord de la Xina.
Tot i escoltar això, la Victòria el desafia i torna a entrar on han marxat els altres convidats. Quan intenta recuperar-la, s'enfronta a Gin Sling. Aleshores revela que el seu nadó havia estat trobat viu i ingressat a un hospital on Charteris la va trobar i la va criar lluny de la Xina. La Victoria és la pròpia filla de Gin Sling.
Aleshores, Gin Sling intenta parlar amb la Victoria sola, revelant-li que és la seva mare, però quan la jove continua insultant-la, Gin Sling la mata a trets. Aleshores, la Dama Drac li comenta a Howe que això és una cosa de la qual no pot subornar. El musculós coolie, dempeus a l'exterior amb Charteris, ofereix l'última frase, irònicament, "t'agrada l'Any Nou xinès?" mentre Charteris s'adona del que ha passat.

## Repartiment
- Gene Tierney com Poppy (Victoria Charteris)
- Walter Huston com Sir Guy Charteris (també conegut com Victor Dawson)
- Victor Mature com el "Doctor" Omar
- Ona Munson com a "Mother" Gin Sling
- Phyllis Brooks com The Chorus Girl, Dixie Pomeroy
- Albert Bassermann com a Van Elst
- Maria Ouspenskaya com Amah
- Eric Blore com el llibreter, Caesar Hawkins
- Ivan Lebedeff com el jugador, Boris
- Mike Mazurki com a el coolie
- Clyde Fillmore com el comprador, Percival Montgomery Howe
- Grayce Hampton com la líder social, Lady Blessington
- Rex Evans com el conseller, el Sr. Jackson
- Mikhail Rasumny com a l'avaluador, Mischa Vaginisky
- Michael Dalmatoff com a taberner
- Marcel Dalio com el mestre de la roda giratòria, Marcel
- Leyland Hodgson com a Ryerson

## Producció
Hi va haver diversos intents de convertir l'obra en una pel·lícula a la dècada de 1930, un d'ells de Cecil B. DeMille, i un altre a principis de la dècada de 1930 d'Edward Small a United Artists. L'any 1940, es calculava que hi havia hagut 32 intents anteriors de filmar l'obra. Entre els canvis fets per apaivagar el censor hi havia la substitució del personatge japonès del príncep Oshima pel Dr. Omar per evitar representar el mestissatge. El rodatge va començar l'11 d'agost de 1941.
A la llista d'actors dels crèdits d'obertura hi ha un intertítol de final en honor als figurants que diu: "I un gran repartiment de 'HOLLYWOOD EXTRAS' que sense esperar crèdit o esmenta estar preparat dia i nit per fer el millor possible, i qui, en el seu millor moment, són prou bons per merèixer esment". Keye Luke va pintar el mural que es mostra al casino.

## Recepció
Variety el va descriure com "un drama d'Orient bastant avorrit i ombrívol". "Víctor Mature, com a despossejador àrab de fet de l'honor de Tierney, ofereix una actuació destacada. Les habilitats de Huston es perden en el revolt, mentre que Munson no pot penetrar en el maquillatge semblant a una màscara disposat per a la seva caracterització."
Oleg Cassini va dir més tard "Tant Gene com jo teníem esperança" sobre la pel·lícula. "Un director de prestigi, un bon repartiment... potser això portaria a altres oportunitats. Però la pel·lícula va ser un gall dindi exagerat destruït per la crítica, que va donar a Gene les seves primeres males crítiques. Ni tan sols de passada es va mencionar el meu vestuari."
El 2005, el crític de cinema Dennis Schwartz va donar una crítica positiva a la pel·lícula, escrivint "La última gran pel·lícula de Josef von Sternberg (The Scarlet Empress/Der blaue Engel/El diable és una dona) està basada en una obra de teatre de 1925 de John Colton que va requerir més de 30 revisions ordenades pels censors de la Breen Office abans que es considerés acceptable. En una versió censurada inèdita, atribuïda a l'escriptor Jules Furthman, el personatge ennegrit anomenat Mother Gin Sling es diu en canvi Mother Goddamn i dirigeix un bordell en lloc d'un casino. El que queda de totes les retallades és un escenari barroc surrealista, un gest al descens de la humanitat a les entranyes de la terra, un casino dissenyat com L Infern de Dante. Malgrat els canvis forçats, això segueix sent una obra mestra delirant de la decadència i la depravació sexual que s'envolta de motius orientals que pretenen desconcertar més que il·luminar."